# تشيكو هوسوكاوا
تشيكو هوسوكاوا (باليابانية: 細川 智栄子) مواليد 1935 في أوساكا، هي فنانة مانغا يابانية. بدأت مسيرتها المهنية في سنة 1958. من أعمالها سلسلة المانغا قمة العائلة الملكية التي فازت بجائزة شوغاكوكان للمانغا عن فئة مانغا شوجو سنة 1991.

## روابط خارجية
- تشيكو هوسوكاوا على موقع ANN person (الإنجليزية)